# Campionato iraniano di calcio a 5
Il campionato iraniano di calcio a 5 è un insieme di tornei nazionali e provinciali istituiti dalla Federazione calcistica dell'Iran. La massima competizione è di carattere professionistico ed è chiamata "Futsal Super League".

## Storia
I primi tornei di calcio a 5 in Iran si sono disputati nella seconda metà degli anni '90 ed erano riservati a selezioni provinciali. A partire dalla stagione 1998-1999 è stato affiancato da un campionato riservato ai club denominato "Premier Futsal League" che, nella stagione 2003-2004 è stato sostituito dalla moderna "Futsal Super League".

## Albo d'oro

### Campionato provinciale
- 1996-1997: Gilan
- 1997-1998: Teheran
- 1998-1999: Teheran
- 1999-2000: Fars
- 2000-2001: Teheran
- 2001-2002: Teheran

### Premier League
- 1998-1999:  Peyman
- 1999-2000:  Peyman
- 2000-2001:  Esteghlal
- 2001-2002:  Esteghlal
- 2002-2003:  PAS Teheran

### Super League
- 2003-2004:  Shensa Saveh (1)[1]
- 2004-2005:  TAM IKCO (1)
- 2005-2006:  Shensa Saveh (2)
- 2006-2007: non disputata
- 2007-2008:  TAM IKCO (2)
- 2008-2009:  Foolad Mahan (1)
- 2009-2010:  Foolad Mahan (2)
- 2010-2011:  Shahid Mansouri (1)[2]
- 2011-2012:  Shahid Mansouri (2)[3]
- 2012-2013:  Giti Pasand (1)[4]
- 2013-2014:  Dabiri Tabriz (1)[5]
- 2014-2015:  Tasisat Daryaei (1)
- 2015-2016:  Tasisat Daryaei (2)
- 2016-2017:  Giti Pasand (2)
- 2017-2018:  Mes Sungun (1)

- 2018-2019:  Mes Sungun (2)
- 2019-2020:  Mes Sungun (3)
- 2020-2021:  Mes Sungun (4)
- 2021-2022:  Giti Pasand (3)
- 2022-2023:  Mes Sungun (5)
- 2023-2024:  Giti Pasand (4)